# Хруби Шур
Хруби Шур (слч. Hrubý Šúr) насељено је мјесто са административним статусом сеоске општине (слч. obec) у округу Сењец, у Братиславском крају, Словачка Република.

## Становништво
| Година:    | 1994. | 2004.   | 2014.    | 2024.    |
| ---------- | ----- | ------- | -------- | -------- |
| Број људи: | 596   | 647     | 860      | 1128     |
| Разлика:   |       | +8,55 % | +32,92 % | +31,16 % |

| Година:    | 2023. | 2024.   |
| ---------- | ----- | ------- |
| Број људи: | 1110  | 1128    |
| Разлика:   |       | +1,62 % |

Према подацима о броју становника из 2011. године насеље је имало 774 становника.